# VLS-1 V03
L'accident du lanceur VLS-1 V03 du 22 août 2003 est l'explosion accidentelle d'un lanceur VLS-1, de l'Agence spatiale brésilienne, qui devait placer deux satellites en orbite. La fusée explosa sur le pas de tir du centre de lancement d'Alcântara, dans l'État du Maranhão, au nord du Brésil et fit 21 victimes. Il s'agissait de la troisième tentative de l'Agence spatiale brésilienne de mettre des satellites sur orbite, au moyen d'un lanceur VLS.

## L'accident
À la suite des deux premiers échecs de 1997 et 1999, un troisième vol avait été planifié, en octobre 2002. Il fut d'abord repoussé en mai, puis en juin 2003, avant d'être fixé au 25 août 2003. 
Le 22 août, à 13 h 30 heure locale, alors que les équipes travaillaient dans la tour d'assemblage sur les faisceaux électriques du quatrième étage, un des propulseurs du premier étage fut mis à feu accidentellement, et l'explosion qui s'ensuivit détruisit le lanceur, la tour d'assemblage ainsi que le pas de tir, en faisant 21 morts, essentiellement des ingénieurs et techniciens liés à l'Armée de l'air. 
L'explosion causa également un départ de feu dans la jungle environnante et produisit un important nuage de fumée.
L'enquête démontra qu'un des deux allumeurs du propulseur s'était mis à feu, à la suite sans doute d'une décharge d'électricité statique. Elle mit en évidence de multiples défaillances dans le domaine de la sécurité, liées à un financement insuffisant du programme. 

## Conséquences
L'explosion détruisit complètement le pas de tir, réduisant la tour d'assemblage, de trente mètres de haut, en un enchevêtrement de morceaux de ferraille calcinée. Le lancement étant prévu pour le 25 août, les deux satellites étaient déjà à bord lorsque l'explosion se produisit.
Après l'explosion, l'Agence spatiale brésilienne fut critiquée pour avoir utilisé un lanceur alimenté en propergol solide, qui est plus facile d'emploi et moins coûteux qu'un lanceur à propergol liquide[réf. nécessaire], mais également plus dangereux, car n'étant pas doté de valves de contrôle et de mécanismes d'arrêt d'urgence. 
L'incident fit prendre un retard considérable au programme spatial brésilien, en raison du lancement d'une enquête gouvernementale et de la mort de nombreux scientifiques et ingénieurs brésiliens, qui travaillaient sur le programme. La tour d'assemblage mobile (TMI ou Torre Móvel de Integração), de trente-trois mètres de haut, ne fut reconstruite qu'en 2012. Elle devrait permettre d'assembler la quatrième fusée VLS-1, dont le lancement est prévu en 2014.

## Enquête gouvernementale
L'enquête, menée à la demande du gouvernement brésilien à la suite de l'explosion, note des « accumulations dangereuses de gaz volatils, la détérioration de capteurs et des interférences électromagnétiques » sur le site de lancement.
Selon des informations publiés dans le quotidien Folha de S.Paulo les 4 et 5 novembre 2013, l'Agência Brasileira de Inteligência (ABIN), l'agence de renseignement du Brésil aurait suivi les activités d'espionnage d'agents français de la DGSE (mais aussi des services russes, américains et iraniens), aboutissant à la rédaction d'au moins huit rapports. Le centre spatial d'Alcântara aurait pu faire concurrence au centre spatial guyanais de Kourou, en Guyane française. L'ABIN a suspecté la DGSE d'être responsables du sabotage du lanceur. En définitive, les autorités ont déterminé que ces agents français n'ont pas été impliqués dans l'accident,.

### Source et bibliographie
- (en) Brian Harvey, Henk H. F. Smid et Theo Pirard, Emerging space powers : The new space programs of Asia, the Middle East ans South America, Springer Praxis, 2010 (ISBN 978-1-4419-0873-5)